# Mercedes-Benz CLK
Mercedes-Benz CLK – samochód sportowy klasy wyższej produkowany przez niemiecki koncern Mercedes-Benz w latach 1997–2009.

## Pierwsza generacja

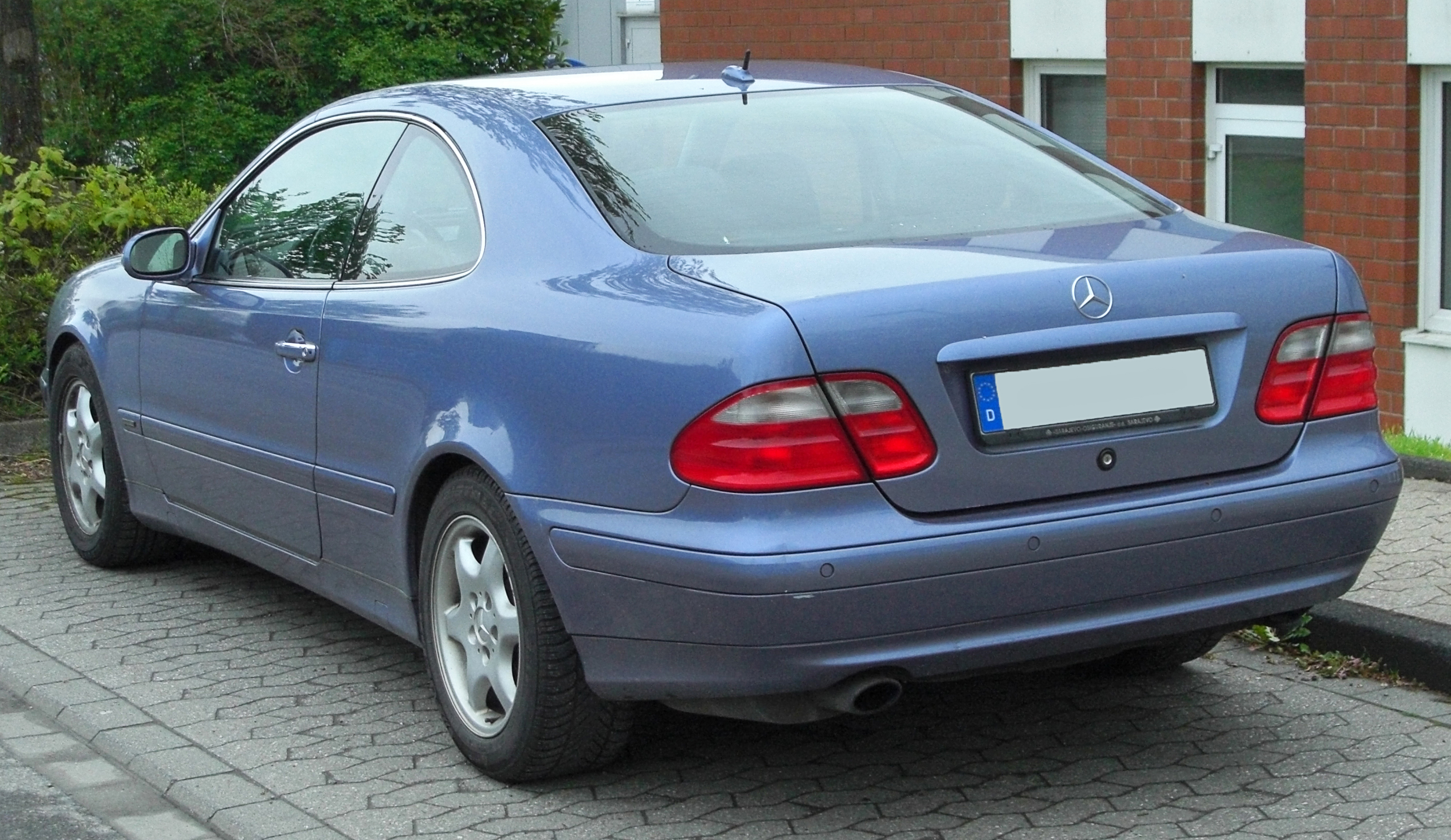
Mercedes-Benz CLK I (C208) - tył

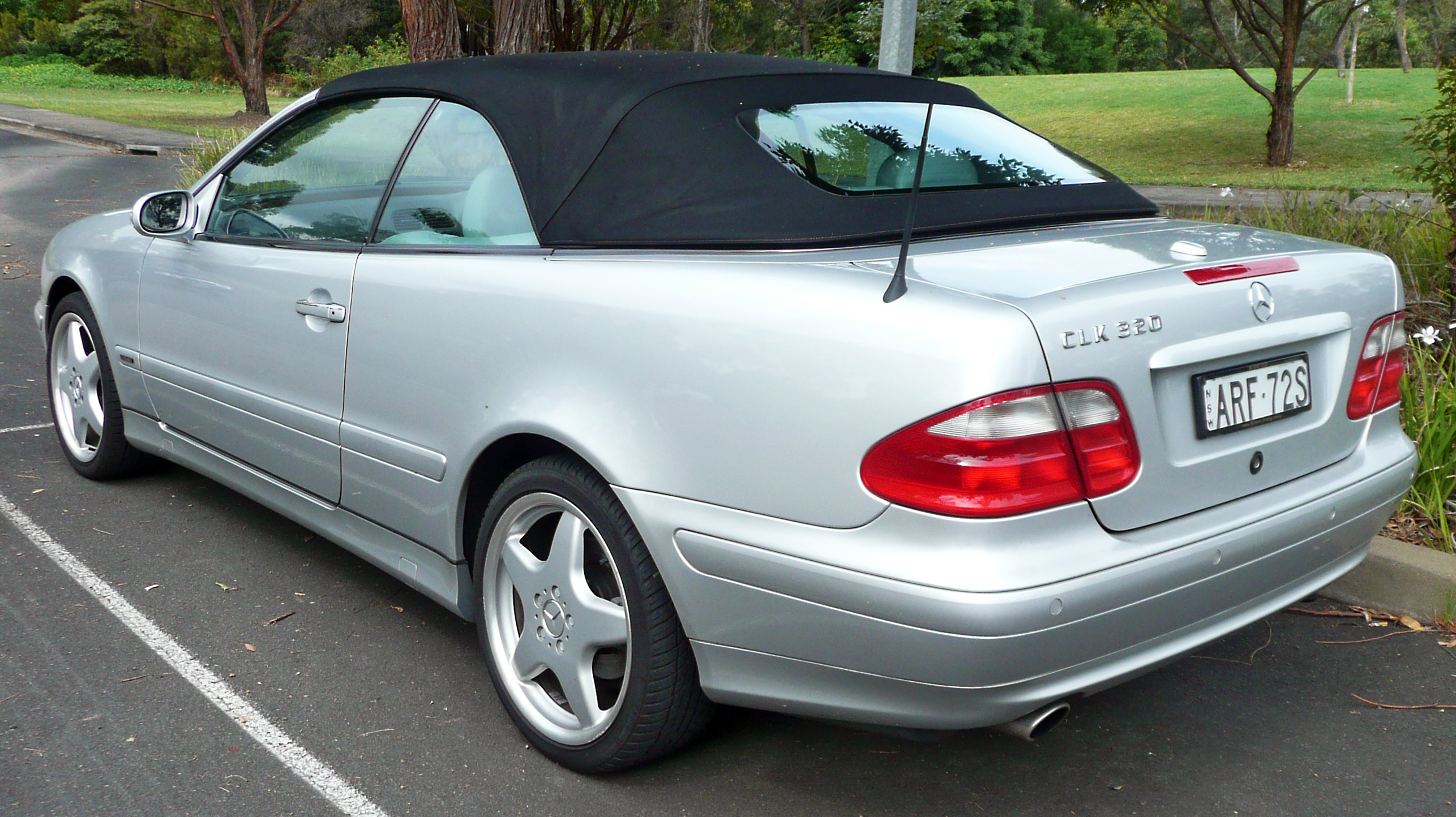
Mercedes-Benz CLK I Cabriolet (A208)

Mercedes-Benz CLK I został zaprezentowany po raz pierwszy w 1996 roku.
Wersja coupé otrzymała kod fabryczny C208, kabriolet A208. Pierwszy model klasy CLK i był odpowiednikiem dwudrzwiowej Klasy E (W210) – do czego nawiązuje stylistyka oraz wyposażenie. Zbudowany był jednak na płycie podłogowej mniejszej Klasy C (W202). Ma standardowe dla Mercedesa stonowane i spokojne stylizowanie nadwozie i wnętrza pojazdu, pełne elegancji i wykwintności.
Koncepcja modelu powstawała od 1993 roku i była systematycznie pokazywana na wystawach samochodowych do 1996 roku. Oficjalny model CLK miał swoją premierę w styczniu 1997 roku na Detroit Auto Show. Premiera europejska miała swoje miejsce dwa miesiące później na Geneva Automobile Salon. Zdradzały design nowych modeli drugiej połowy lat 90 – pierwszy raz pokazano nową interpretację przodu samochodu w wykonaniu Mercedesa, czyli cztery eliptyczne reflektory z wyraźnymi „skrzydłami” wzdłuż błotników i smukłą atrapę chłodnicy. Ten charakterystyczny element, którymi były reflektory wprowadzono we wzornictwo klasy E (W210) oraz CLK na szeroką skalę, co spowodowało pozytywne reakcje publiczności na targach w Genewie.
CLK przejęło po pokrewnych modelach linię Sport i Elegance, gdzie Sport natomiast podkreślał dynamikę modelu, a Elegance wyróżniał się chromowanymi listwami wokół szyb i na klamkach oraz 5-ramiennymi obręczami ze stopów lekkich. Każda z wersji posiadała bogate wyposażenie standardowe: ABS z systemem BAS, ASR, czujnik temperatury zewnętrznej, obciągnięta skórą dźwignia zmiany biegów i kierownica, centralny zamek ze zdalnym otwieraniem klapy bagażnika, szyby z filtrem UV i system Assyst adaptacyjnie dostosowywał okres wymiany oleju, wprowadzony równolegle do innych klas Mercedesa. Nowy system ułatwiający wsiadanie na tylny rząd siedzeń, przesuwał fotele automatycznie do przodu. Tylna kanapa w standardzie była składana w układzie 33:66 zwiększając objętość kufra. Konstrukcja została zaprojektowana by zapewnić możliwie największe zabezpieczenia klatki pasażerów w zakresie bezpieczeństwa biernego oraz aktywnego – cztery poduszki powietrzne oraz napinacze pirotechniczne w standardzie.
Nowością okazał się silnik CLK320 o pojemności 3,2-litra i mocy 218 KM, który równolegle został wprowadzony do klasy E.
Model cabrio stał się najlepiej sprzedawanym modelem cabrio w historii Mercedesa, tylko w USA w latach 1999–2003 sprzedano 41520 sztuk, a w pozostałych krajach świata 115000 sztuk aut z niemieckiej fabryki w Bremie.

### Wersje wyposażenia
Model CLK występował w trzech liniach wyposażenia Sport, Elegance i Avantgarde:
Sport – była to standardowa linia wyposażenia w akcencie dekoracyjnym imitującym włóknowęglowe, jednakże możliwości dopasażenia były na równi z Elegance.
Elementami charakterystycznymi wersji Sport były: białe tarcze zegarów, emblematy Sport na listwie i dźwigni zmiany biegów, tapicerka jedno- lub dwu-kolorowa Mescalero i elementy dekoracyjne imitujące włókno węglowe, bardzo lekkie felgi aluminiowe.
Elegance - ta linia była o 600 € droższa od bazowego modelu i była wyposażona dodatkowo w światła oświetlające podłoże po otwarciu drzwi, 5-ramienne felgi aluminiowe, tapicerka jedno-kolorowa Neptun, elementy dekoracyjne z drewna orzechowego oraz listwy i klamki zewnętrzne wykończone w chromie oraz emblematy "Elegance" na listwach i dźwigni zmiany biegów.
Avantgarde - linia dostępna po liftingu, która zastąpiła standardową wersję Sport. Różniła się elementami dekoracyjnymi, które były teraz wykonane z drewna klonu, niebieskimi szybami z filtrem UV i listwami w kolorze nadwozia.

### Facelifting
W 1999 roku model CLK przeszedł face-lifting, w ramach którego pojawiły się: nowa kierownica z obsługą zegarów (Assyst, komputer pokładowy) i radia (nawigacji); nowe zegary zawierające komputer pokładowy oraz system Assyst; kierunkowskazy w lusterkach zamiast w błotnikach; nowy przedni zderzak, listwy progowe oraz zmieniony styl malowania tylnego zderzaka; nowa linia stylistyczna Avantgarde zamiast Sport; nowe lakiery, wzory tapicerek i wzory obręczy.
W 2000 roku wprowadzono zmiany mechaniczne: nowe silniki M111 EVO spełniające normę Euro 4 i nowe manualne skrzynie biegów, 6-biegowe produkcji Getrag.

### CLK-GTR
Limitowana, cywilna odmiana CLK-GTR. Sprzedano 25 sztuk, wyprodukowano 35 sztuk z silnikiem V12 6,9 l o mocy 612 KM.

### Dane techniczne
| Wersja             | Silnik:                   | Układ zasilania:   | Średnica × skok tłoka: | St. sprężania:     | Moc maksymalna:                    | Maks. moment obrotowy          | 0-100 km/h:        | V-max:             | Rok produkcji:     |
| Silniki benzynowe: | Silniki benzynowe:        | Silniki benzynowe: | Silniki benzynowe:     | Silniki benzynowe: | Silniki benzynowe:                 | Silniki benzynowe:             | Silniki benzynowe: | Silniki benzynowe: | Silniki benzynowe: |
| ------------------ | ------------------------- | ------------------ | ---------------------- | ------------------ | ---------------------------------- | ------------------------------ | ------------------ | ------------------ | ------------------ |
| CLK200             | R4 2,0 l (1998 cm³), DOHC | wtrysk             | 89,90 mm × 78,70 mm    | 9,6:1              | 136 KM (100 kW) przy 5300 obr./min | 190 Nm przy 3700 obr./min      | 11,0 s             | 208 km/h           | 1997–2000          |
| CLK200 Kompressor  | R4 2,0 l (1998 cm³), DOHC | wtrysk             | 89,90 mm × 78,70 mm    | 8.5:1              | 192 KM (141 kW) przy 5300 obr./min | 270 Nm przy 2500-4800 obr./min | 8,4 s              | 233 km/h           | 1997–2000          |
| CLK200 Kompressor  | R4 2,0 l (1998 cm³), DOHC | wtrysk             | 89,90 mm × 78,70 mm    | 9,5:1              | 163 KM (120 kW) przy 5300 obr./min | 230 Nm przy 2500-4800 obr./min | 9,1 s              | 223 km/h           | 2000–2003          |
| CLK230 Kompressor  | R4 2,3 l (2295 cm³), DOHC | wtrysk             | 90,90 mm × 88,40 mm    | 9,0:1              | 193 KM (142 kW) przy 5300 obr./min | 280 Nm przy 2500-4800 obr./min | 8,4 s              | 234 km/h           | 1997–2000          |
| CLK230 Kompressor  | R4 2,3 l (2295 cm³), DOHC | wtrysk             | 90,90 mm × 88,40 mm    | 9,0:1              | 197 KM (145 kW) przy 5500 obr./min | 280 Nm przy 2500-5000 obr./min | 7,9 s              | 235 km/h           | 2000–2003          |
| CLK320             | V6 3,2 l (3199 cm³), SOHC | wtrysk             | 89,90 mm × 84,00 mm    | 10,0:1             | 218 KM (160 kW) przy 5700 obr./min | 310 Nm przy 3000-4600 obr./min | 7,4 s              | 240 km/h           | 1997–2003          |
| CLK430             | V8 4,3 l (4266 cm³), SOHC | wtrysk             | 89,90 mm × 84,00 mm    | 10,0:1             | 279 KM (205 kW) przy 5750 obr./min | 400 Nm przy 3000-4400 obr./min | 6,3 s              | 250 km/h           | 1998–2003          |
| CLK55 AMG          | V8 5,4 l (5439 cm³), SOHC | wtrysk             | 97,00 mm × 92,00 mm    | 10,5:1             | 347 KM (255 kW) przy 5500 obr./min | 510 Nm przy 3000-4300 obr./min | 5,4 s              | 250 km/h           | 1999–2003          |

## Druga generacja

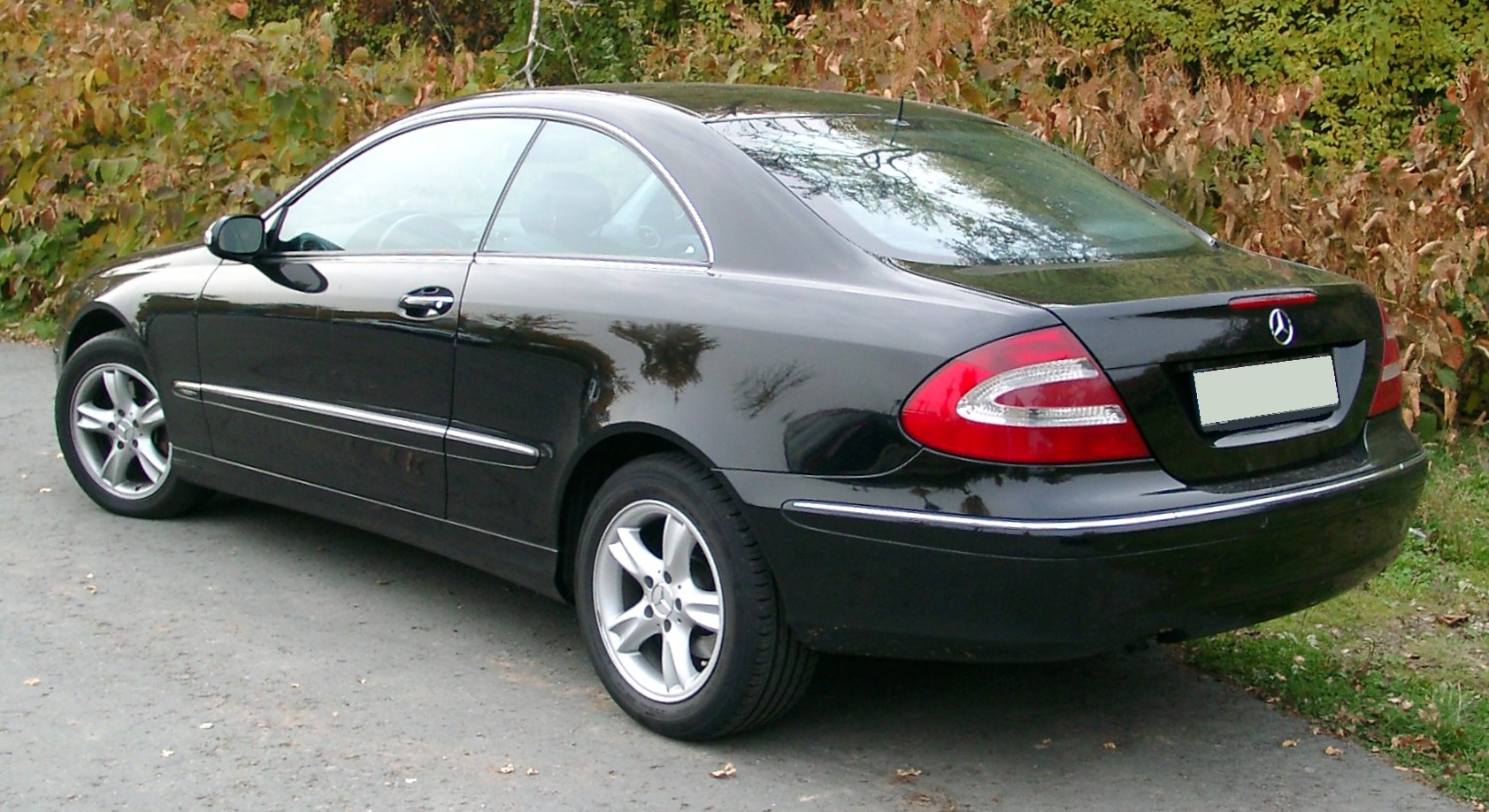
Mercedes-Benz CLK II (C209) - tył

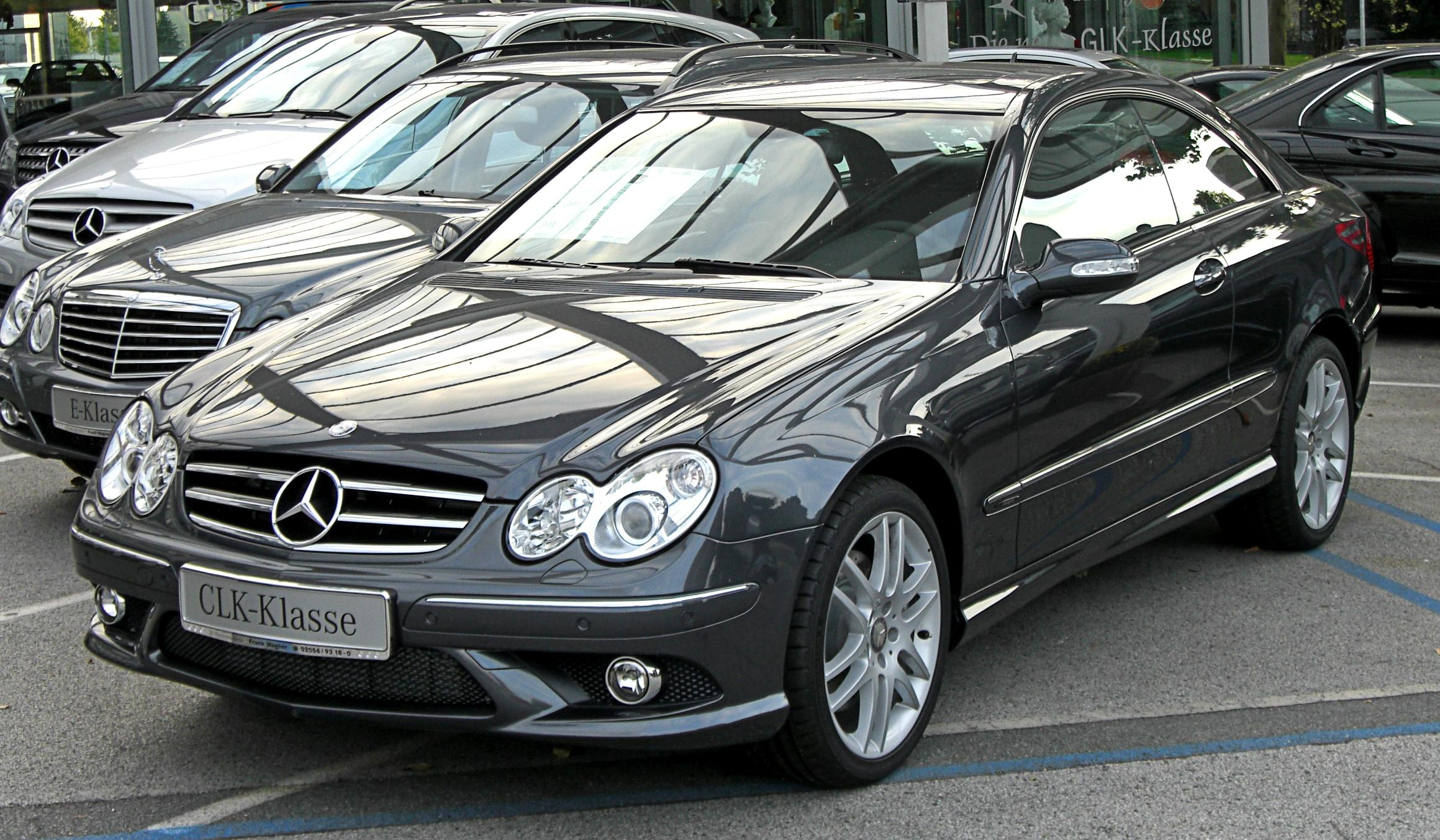
Mercedes-Benz CLK II (C209) po liftingu

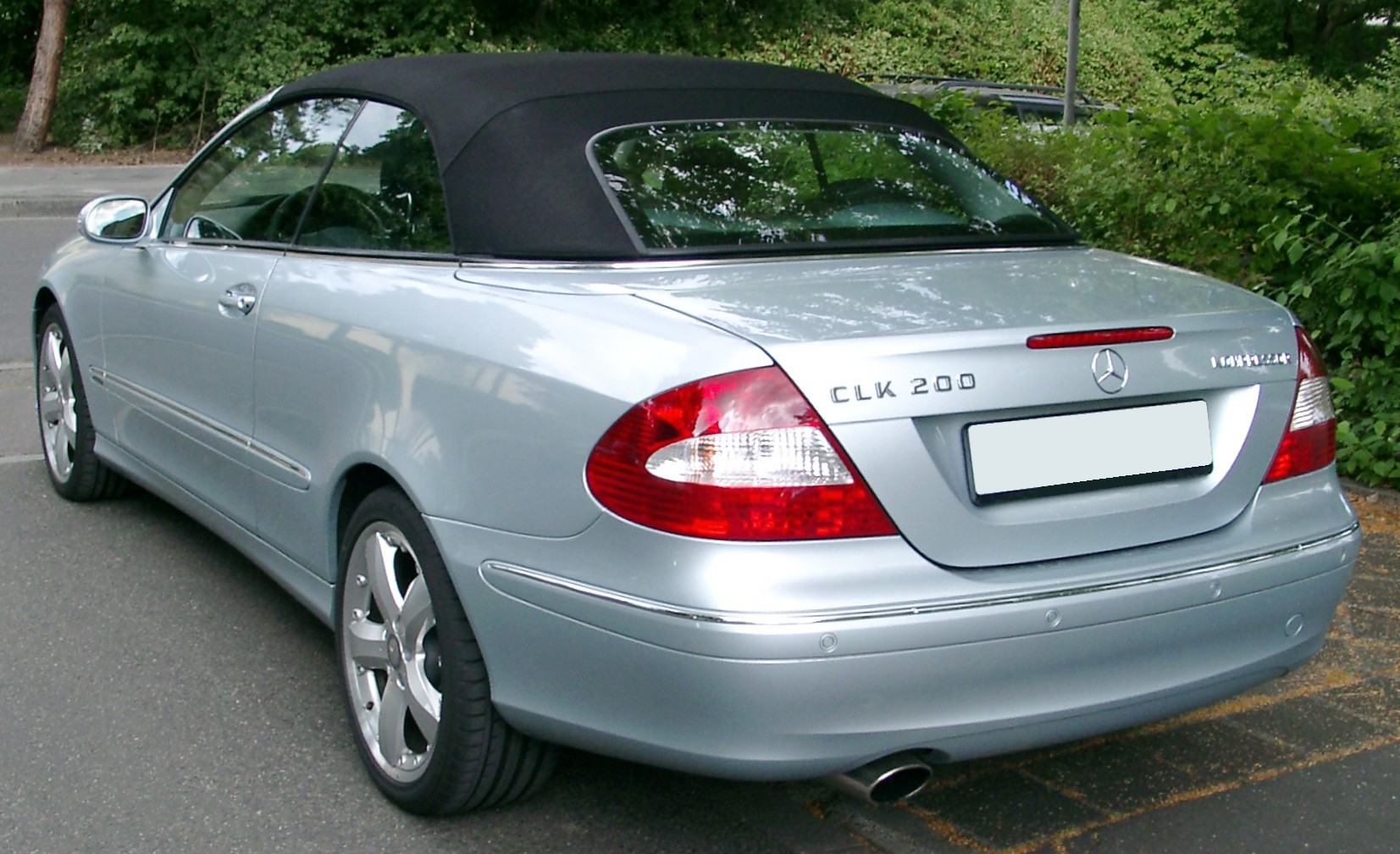
Mercedes-Benz CLK II Cabriolet (A209)

Mercedes-Benz CLK II został zaprezentowany po raz pierwszy w czerwcu 2002 roku.
Samochód oznaczony kodami fabrycznymi C209 dla wersji coupe i A209 dla kabrioletu trafił na rynek w połowie 2002 roku. Samochód, choć pozycjonowany w klasie wyższej, został opracowany ponownie na bazie mniejszego Mercedesa klasy C (model W203). Samochód dostępny był w dwóch wersjach nadwoziowych, coupé oraz kabriolet i wyposażony w silniki benzynowe i Diesla cztero-, pięcio-, sześcio- i ośmiocylindrowe.
W 2005 roku CLK przeszło skromną modernizację. Odświeżono wkłady reflektorów i tylnych lamp, a także przemodelowano przednie i tylne zderzaki. Samochód przyozdobiono także większą ilością chromu, a w środku pojawiło się odświeżone koło kierownicy i nowe materiały wykończeniowe.

### Dane techniczne
| Wersja                | Silnik:                              | Układ zasilania:   | Średnica × skok tłoka: | St. sprężania:     | Moc maksymalna:                    | Maks. moment obrotowy                                             | 0-100 km/h:        | V-max:                | Śr. zużycie paliwa na 100 km: |
| Silniki benzynowe:    | Silniki benzynowe:                   | Silniki benzynowe: | Silniki benzynowe:     | Silniki benzynowe: | Silniki benzynowe:                 | Silniki benzynowe:                                                | Silniki benzynowe: | Silniki benzynowe:    | Silniki benzynowe:            |
| --------------------- | ------------------------------------ | ------------------ | ---------------------- | ------------------ | ---------------------------------- | ----------------------------------------------------------------- | ------------------ | --------------------- | ----------------------------- |
| CLK200 CGI            | R4 1,8 l (1796 cm³), DOHC, kompresor | wtrysk             | 82,00 mm × 85,00 mm    | 10,5:1             | 170 KM (125 kW) przy 5500 obr./min | 250 Nm przy 3500 obr./min                                         | 9,2 s 9,8 s [A]    | 231 km/h 228 km/h [A] | b/d                           |
| CLK200 Kompressor     | R4 1,8 l (1796 cm³), DOHC, kompresor | wtrysk             | 82,00 mm × 85,00 mm    | 9,5:1              | 163 KM (120 kW) przy 5500 obr./min | 240 Nm przy 3500 obr./min                                         | 9,3 s 9,9 s [A]    | 230 km/h 228 km/h [A] | b/d                           |
| CLK200 Kompressor     | R4 1,8 l (1796 cm³), DOHC, kompresor | wtrysk             | 82,00 mm × 85,00 mm    | 8,5:1              | 184 KM (135 kW) przy 5500 obr./min | 240 Nm przy 2800-5000 obr./min                                    | 8,8 s              | 237 km/h              | 8,3 l                         |
| CLK240                | V6 2,6 l (2597 cm³), SOHC            | wtrysk             | 89,90 mm × 68,20 mm    | 10,5:1             | 170 KM (125 kW) przy 5500 obr./min | 240 Nm przy 4500 obr./min                                         | 9,2 s 9,5 s [A]    | 236 km/h 234 km/h [A] | b/d                           |
| CLK280                | V6 3,0 l (2996 cm³), DOHC            | wtrysk             | 88,00 mm × 82,10 mm    | 11,3:1             | 231 KM (170 kW) przy 6000 obr./min | 300 Nm przy 2500 obr./min                                         | 7,4 s              | 250 km/h              | 9,2 l                         |
| CLK320                | V6 3,2 l (3199 cm³), SOHC            | wtrysk             | 89,90 mm × 84,00 mm    | 10,0:1             | 218 KM (160 kW) przy 5700 obr./min | 310 Nm przy 3000-4600 obr./min                                    | 7,9 s              | 245 km/h              | 10 l                          |
| CLK350                | V6 3,5 l (3498 cm³), DOHC            | wtrysk             | 92,90 mm × 86,00 mm    | 10,7:1             | 272 KM (200 kW) przy 6000 obr./min | 350 Nm przy 2400-5000 obr./min                                    | 6,4 s              | 250 km/h              | 9,9 l                         |
| CLK500                | V8 5,0 l (4966 cm³), SOHC            | wtrysk             | 97,00 mm × 84,00 mm    | 10,0:1             | 306 KM (224 kW) przy 5600 obr./min | 460 Nm przy 2700-4250 obr./min                                    | 6,0 s              | 250 km/h              | 11,5 l                        |
| CLK500                | V8 5,5 l (5461 cm³), DOHC            | wtrysk             | 98,00 mm × 90,50 mm    | 10,7:1             | 388 KM (286 kW) przy 6000 obr./min | 530 Nm przy 2800-4800 obr./min                                    | 5,2 s              | 250 km/h              | 11,4 l                        |
| CLK55 AMG             | V8 5,4 l (5439 cm³), SOHC            | wtrysk             | 97,00 mm × 92,00 mm    | 11,0:1             | 366 KM (269 kW) przy 5750 obr./min | 510 Nm przy 4000 obr./min                                         | 5,2 s              | 250 km/h              | b/d                           |
| CLK63 AMG             | V8 6,2 l (6208 cm³), DOHC            | wtrysk             | 102,20 mm × 94,60 mm   | 11,3:1             | 481 KM (354 kW) przy 6800 obr./min | 630 Nm przy 5000 obr./min                                         | 4,6 s              | 250 km/h              | 14,2 l                        |
| CLK DTM AMG           | V8 5,4 l (5439 cm³), SOHC, kompresor | wtrysk             | 97,00 mm × 92,00 mm    | 10,5:1             | 582 KM (428 kW) przy 6100 obr./min | 800 Nm przy 3500 obr./min                                         | 4,0 s              | 320 km/h              | 13,6 l                        |
| Silniki wysokoprężne: |                                      |                    |                        |                    |                                    |                                                                   |                    |                       |                               |
| CLK220 CDI            | R4 2,1 l (2148 cm³), DOHC, turbo     | common rail        | 88,00 mm × 88,30 mm    | 18,0:1             | 150 KM (110 kW) przy 4200 obr./min | 340 Nm przy 2000 obr./min                                         | 10,2 s 9,4 s [A]   | 221 km/h 228 km/h [A] | 6,4 l                         |
| CLK270 CDI            | R5 2,7 l (2685 cm³), DOHC, turbo     | common rail        | 88,00 mm × 88,30 mm    | 18,0:1             | 170 KM (125 kW) przy 4200 obr./min | 400 Nm przy 1800-2600 obr./min                                    | 8,6 s 9,4 s [A]    | 230 km/h 228 km/h [A] | b/d                           |
| CLK320 CDI            | V6 3,0 l (2987 cm³), DOHC, turbo     | common rail        | 83,00 mm × 92,00 mm    | 17,7:1             | 224 KM (165 kW) przy 3800 obr./min | 415 Nm przy 1400-3800 obr./min 510 Nm przy 1600-2800 obr./min [A] | 8,2 s 6,9 s [A]    | 246 km/h 250 km/h [A] | 6,9 l                         |